# باران
باران (بالفارسية: باران خواننده) هي مغنية إيرانية، ولدت في 4 يناير 1988 في مهاباد في إيران.

## وصلات خارجية
- الموقع الرسمي